# باشگاه بسکتبال بایرن مونیخ
باشگاه بسکتبال بایرن مونیخ جی‌ام‌بی‌اچ نام یک باشگاه حرفه‌ای بسکتبال واقع در شهر مونیخ آلمان می‌باشد. این باشگاه، یکی از زیرمجموعه‌های باشگاه‌های ورزشی بایرن مونیخ می‌باشد. آنها در لیگ بسکتبال بوندسلیگا (بی‌بی‌ال) و یورولیگ بازی می‌کنند.
این تیم بازی‌های خانگی خود را در ورزشگاه آئودی دوم انجام می‌دهد که در سال ۱۹۷۲ تأسیس شده‌است.
باشگاه بسکتبال بایرن مونیخ یک تیم بسکتبال آکادمی نیز دارد که در سومین سطح لیگ بسکتبال آلمان بازی می‌کند.

## تاریخچه
تاریخچهٔ باشگاه بسکتبال بایرن مونیخ به چندین سال پیش برمی‌گردد؛ جایی که آنها در دهه‌های ۱۹۵۰ و ۱۹۶۰ میلادی قهرمان مسابقات داخلی آلمان می‌شدند. آنها در سال‌های ۱۹۵۴ و ۱۹۵۵ توانستند قهرمان لیگ و در سال ۱۹۶۸ قهرمان کاپ آلمان شوند. این باشگاه در سال ۱۹۵۶ با محبوبیت زیادی همراه بود به‌طوری که در یکی از بازی‌های آنها در برابر لانسیا بولزانو (یکی از باشگاه‌های قدیمی ایتالیایی) ۴۰۰۰۰ نفر حاضر شدند. این باشگاه در سال ۱۹۶۶ یکی از اعضای مؤسس بسکتبال بوندسلیگا بود.
در سال‌های بعد این باشگاه به آرامی پسرفت کرد تا جایی که در سال ۱۹۷۴ آنها به دستهٔ دوم رقابت‌های آلمان سقوط کردند و برای مدتی بسیار طولانی نتوانستند از نام و جایگاه خود در سطح اول بسکتبال آلمان دفاع کنند ولی بالاخره پس از ۱۳ سال (در سال ۱۹۸۷) موفق شدند به بسکتبال بوندسلیگا بازگردند و تا سال ۱۹۸۹ (تنها دو فصل) در آن بمانند.

## ورزشگاه خانگی
ورزشگاه خانگی باشگاه بایرن مونیخ استادیوم آئودی دوم می‌باشد که ظرفیت آن ۶۷۰۰ نفر می‌باشد.

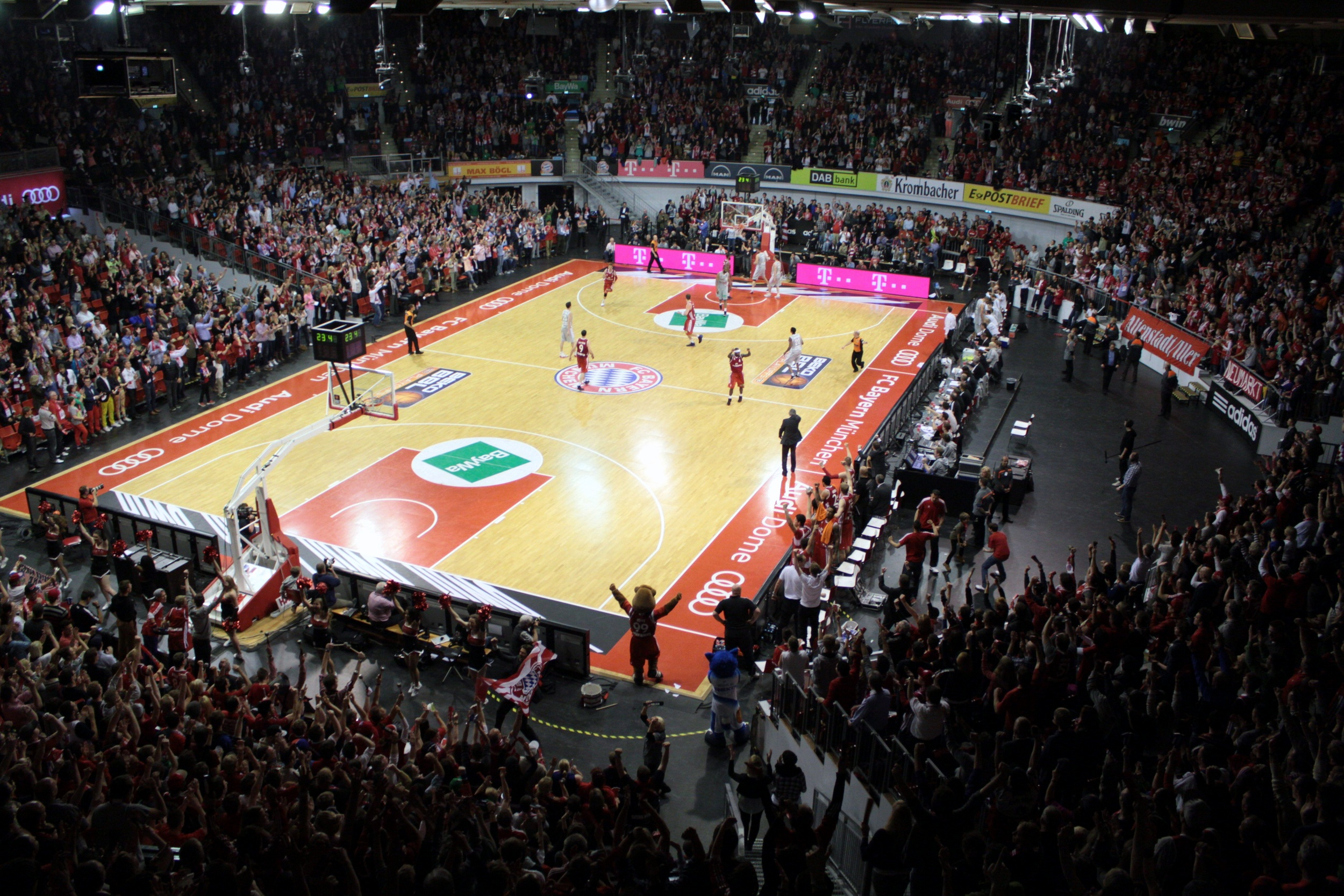
یکی از مسابقات خانگی بایرن مونیخ در آئودی دوم

## بازیکنان سرشناس
فهرست زیر شامل بازیکنانی می‌باشد که:
1. حداقل ۳ فصل برای باشگاه بازی کرده‌اند.
2. موفق به دریافت جایزه یا جوایز فردی هنگام حضور در باشگاه شده‌اند.
3. حداقل یک بازی رسمی برای تیم ملی کشورشان انجام داده‌اند.
4. حداقل یک مسابقهٔ رسمی در ان‌بی‌ای انجام داده‌اند.

- دانیلو بارتل
- رابین بنزینگ
- رابرت گاررت
- آنتون گول
- دیموند گرین
- استفن هرمان
- یاسین ایدبیهی
- کریم یالو
- الکس کینگ
- مکسی کلبر
- هانس-یورگ کروگر
- رابرت ماراس
- هایکو شافارتزیک
- فیلیپ شوایثلم
- آندریاس سایفرث
- لوکا اشتایگر
- هلموت اولیگ
- پل زیپسر
- مایک زیربس
- دوین بوکر
- جان برایانت
- جاستین کابز
- جرد کانینگهام
- مالکولم دنالی
- جرج دوون
- جکل فاستر
- داریوش هال
- بن هانسبرو
- برایدون هابز
- جمار هاوارد
- نیک جانسون
- راشد جونز-جنینگز
- درو جویس
- چد پرویت
- رجی ردینگ
- لاورنس رابرتز
- کی. سی. ریورز
- برایس تیلور
- براندون توماس
- تونی توماسون
- دئون تامسون
- چون تراوت‌من
- جاناتان والاس
- تارویس ویلیامز
- اوندره بالوین
- روبن بومته-بومته
- ویتالیس چیکوکو
- نیهاد ددوویچ
- عمار گرگیچ
- یتام هالپرین
- جرد هومن
- اشتفان جوویچ
- ولادیمیر لوشیچ
- میلان ماکوان
- بو مک‌کلب
- واسیلیه میچیچ
- الکساندر نفجی
- ندو اونیکو
- الکس رنفور
- تایریس رایس
- استوارت رابینز
- داشکو ساوانوویچ
- بوریس ساوویچ
- ولادیمیر استیماچ
- میرکو ویریجویچ

## اسپانسرها
| اسپانسر رسمی پیراهن      | بِی‌وا   |
| اسپانسر رسمی پوشاک ورزشی | آدیداس |

## ای‌اسپورتس
باشگاه بایرن مونیخ در بازی‌های ویدئویی ان‌بی‌ای ۲کا۱۵، ان‌بی‌ای ۲کا۱۶ و ان‌بی‌ای ۲کا۱۷ حضور دارد.
در تاریخ ۶ ژوئن ۲۰۱۸ باشگاه ای‌اسپورتس بایرن مونیخ برای بازی‌های سری ان‌بی‌ای ۲کا با نام «بایرن بالرز گیمینگ» تأسیس شد. بازیکنان این تیم در جام «ای‌کاپ آئودی دوم» انتخاب و برگزیده شدند.